# Oso Bubu
El oso Bubu (Boo-Boo Bear en idioma inglés) es un personaje animado de Hanna-Barbera. Es un oso enano y el mejor amigo del Oso Yogui, que vive con él en Jellystone. Es de color pardo claro, luce una pajarita azul oscuro, y un flequillo despeinado. Bubu es tranquilo y prudente, aunque siempre sigue de cerca a Yogui, preocupado por lo que va a hacer advirtiéndole de que puede meterse en algún lío o problema. La relación de Yogui con Bubu puede ser comparada con la relación de Don Quijote y Sancho Panza, al ser dos buenos amigos, aventurescos y curiosos, además de que comparten la característica de un líder y un seguidor. Es común escuchar la frase "¡Hey BuBu!", dicha por Yogui cuando quiere hablarle a su amigo. También se caracteriza por ser un buen compañero de aventuras  y por estar siempre al lado de yogui.

## Argumento

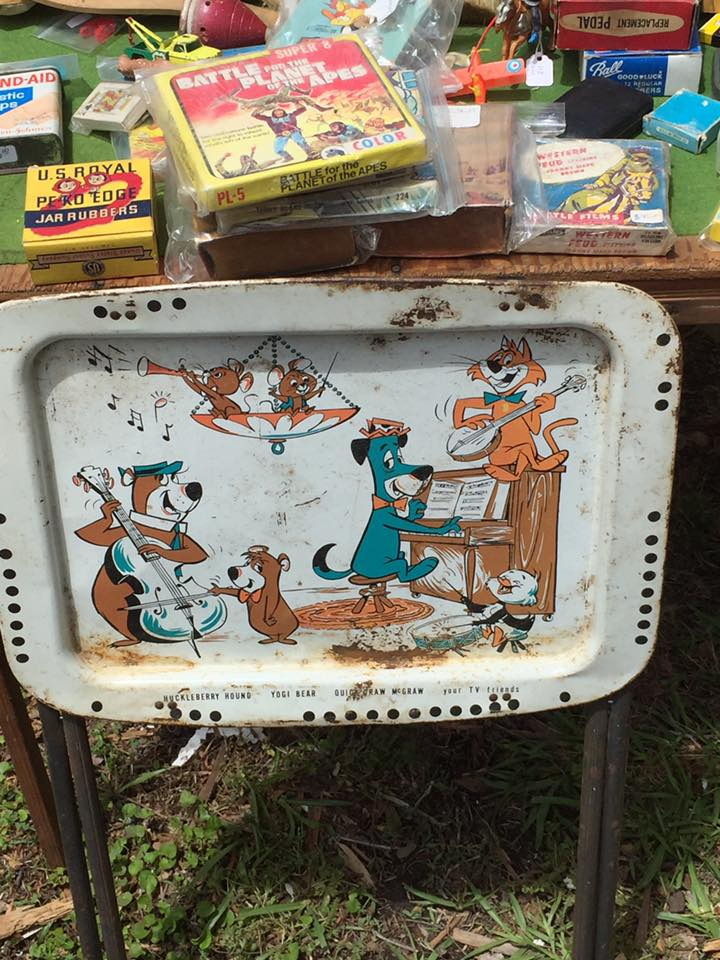
Yogui, Bubu, Pixie y Dixie en la lámpara, Huckleberry Hound y el gato Jinks.

### Apariciones en Hanna-Barbera
Bubu apareció por primera vez junto con Yogui en el segmento "Yogi Bear" de The Huckleberry Hound Show en 1958; cuando a Yogui se le dio su propia serie en 1961, Bubu fue con él. Desde entonces, Bubu ha permanecido al lado de Yogui a través de casi toda la serie de Hanna-Barbera, películas y especiales en la que Yogui apareció, siendo las únicas excepciones Yogi's Space Race y Galaxy Goof-Ups, en el que el lugar de la metida de pata fue tomada por un nuevo personaje llamado Scare Bear. La voz clásica de Bubu fue interpretada por Don Messick quien también fue la voz del Ranger Smith.

## Apariciones

### Programas de televisión
- The Yogi Bear Show (TV - 1961)
- Yogi's Gang (TV - 1973)
- Yogi's Treasure Hunt (TV - 1985)
- Yo Yogi! (TV - 1991)

### Películas y programas especiales
- Casper's First Christmas (Especial - 1973)
- Yogi's First Christmas (Película - 1980)
- Yogi Bear's All Star Comedy Christmas Caper (Especial - 1982)
- Yogi's Great Escape (Película - 1987)
- Yogi Bear and the Magical Flight of the Spruce Goose (Película - 1988)
- Yogi and the Invasion of the Space Bears (Película - 1988)
- The Good, the Bad, and Huckleberry Hound (Película - 1988)
- Hanna-Barbera's 50th: A Yabba Dabba Doo Celebration (Película - 1989)
- Yogi the Easter Bear (Película - 1994)
- Scooby-Doo! in Arabian Nights (Película - 1994)

### Películas cinematográficas
- Hey There, It's Yogi Bear! - (Película - 1964)
- Yogi Bear - (Película - 2010)

## Otras apariciones
- En la serie de televisión El laboratorio de Dexter', en el episodio "Chubby Cheese" (1996) se puede ver un animatrónico de Boo-Boo en el escenario tocando la trompeta con otros personajes de Hanna-Barbera.
- Spümcø ha hecho unas pocas parodias de caricaturas protagonizada por Boo-Boo y otros personajes de la serie original Oso Yogui, empezó con Boo Boo Runs Wild de 1999. En este cuento de media hora, el personaje de chico bueno de la metida de pata está muy satirizó con él simplemente está reprimida por todas las reglas y regulaciones del Ranger Smith, y lo encuentra una regresión a un estado primitivo, completar con la típica de oso impulsos y gestos. Fue la voz de John Kricfalusi.
- Bubu y el Oso Yogui aparecen tanto como invitados en un video llamado Kids for Character de 1996.
- Bubu fue parodiado en Harvey Birdman, Attorney at Law (2000).
- Bubu aparece con Yogui en el episodio de The Grim Adventures of Billy & Mandy (2004) llamado "Here Thar Be Dwarves!", voz por Tom Kenny.
- Bubu aparece en el Oso Yogui película lanzada el 17 de diciembre de 2010. Su voz es la del cantante y actor Justin Timberlake. En la película, tiene una tortuga como mascota llamada Tortuga, y debe ayudar a Yogui a salvar Jellystone (y a Tortuga) del alcalde Brown.

- Datos: Q2394280
- Multimedia: Boo-Boo Bear / Q2394280